# Poniec
Poniec is een stad in het Poolse woiwodschap Groot-Polen, gelegen in de powiat Gostyński. De oppervlakte bedraagt 3,54 km², het inwonertal 2862 (2005). Poniec heeft een stedenband met de Nederlandse plaats Buren.

## Verkeer en vervoer
- Station Poniec

## Geboren
- Damian Łukasik (1964), voetballer